# Zágon Miklós
Zágon Miklós (Budapest, 1920. március 19. – Budapest, 1984. szeptember 24.) magyar evezős, olimpikon.
A londoni, 1948. évi nyári olimpiai játékokon indult, mint evezős, és kormányos nélküli négyes és kormányos négyes számokban indult. Egyikben sem szerzett érmet. 
A helsinki, 1952. évi nyári olimpiai játékokon újra indult evezésben, és nyolcas evezésben érem nélkült zárt. 